# Hypernáboj
Hypernáboj (z hyperon a náboj), značený Y, je ve fyzice částic vlastnost vztahující se k silné interakci. Liší se od slabého hypernáboje, který zastává podobnou funkci ve elektroslabé interakci. Koncept hypernáboje kombinuje a sjednocuje izospin a vůni do jednoho nábojového operátoru.

## Definice
Hypernáboj je ve fyzice částic kvantové číslo vztahující se k modelu silné interakce SU(3). Izospin je definován v SU(2) modelu, zatímco SU(3) model definuje hypernáboj.
SU(3) diagramy hmotnosti jsou dvourozměrné se souřadnicemi odkazujícími na dvě kvantová čísla, Iz, což je z-složka izospinu a Y, což je hypernáboj (součet podivnosti (S), půvabu (C), krásy (B), pravdy (T) a baryonového čísla (B)). Matematicky je hypernáboj
{\displaystyle Y=S+C+B^{\prime }+T+B}
a zachování hypernáboje implikuje zachování vůně. Silná interakce zachovává hypernáboj, ale slabá interakce ne.

## Vztah s elektrickým nábojem a izospinem
Gell-Mannova-Nišijimova formule dává do vztahu elektrický náboj a izospin:
{\displaystyle Q=I_{3}+{\frac {1}{2}}Y,}
kde I3 je třetí složkou izospinu a Q je náboj částice.
Izospin vytváří multiplety částic, jejichž průměrný náboj souvisí s hypernábojem podle:
{\displaystyle Y=2{\bar {Q}}.}
jelikož hypernáboj je stejný pro všechny členy multipletu a průměr hodnot I3 je 0.

## Vztah SU(3) modelů k hypernáboji
SU(2) model má charakteristické kvantové číslo multipletu J, což je celkový moment hybnosti. Každý multiplet se skládá z 2J+1 substavů s rovnoměrným rozložením hodnot Jz, které představují symetrické uspořádání viděné v atomovém spektru a izospinu. To formalizuje zjištění, že nebyly pozorovány rozpady některých silně interagujících baryonů, což vede k predikci hmotnosti, náboje a podivnosti omega baryonu.
SU(3) mají supermultiplety obsahující SU(2) multiplety. SU(3) nyní potřebuje 2 čísla ke specifikaci všech subsatvů označených λ1 and λ2.
(λ1 + 1) určuje počet bodů na nejvyšší straně šestiúhelníku, zatímco (λ2 + 1) určuje počet bodů na spodní straně.

## Příklady
- Nukleonová skupina (protony s Q +1 a neutrony s Q 0) mají průměrný náboj +1/2, takže oba mají hypernáboj Y 1 (baryonové číslo B +1, S = C = B = T = 0). Z Gell-Mannova–Nišijimova vzorce víme, že proton má izospin I3 = +1/2, zatímco neutron má I3 = −1/2.
- Toto platí také pro kvarky: pro u kvark s nábojem +2/3 a I3 +1/2, odvodíme hypernáboj 1/3, kvůli jeho baryonovému číslu (jelikož jsou potřeba 3 kvarky k vytvoření baryonu, mají kvarky baryonové číslo 1/3).
- Pro s kvark s nábojem −1/3 a baryonovým číslem 1/3 a podivností −1 dostaneme hypernáboj Y = −2/3, takže odvodíme izospin I3 = 0. To znamená, že s kvark tvoří vlastní singlety (totéž platí pro c, b a t kvarky), zatímco kvarky u a d představují izospinový dublet.

## Praktická zastaralost
Hypernáboj je koncept vyvinutý v 60. letech k organizacím skupin částic v "částicové zoo" a rozvíjení zákonů ad hoc zachování na základě pozorovaných transformací. S příchodem kvarkového modelu je zřejmé, že (pokud obsahuje pouze u, d a s kvarky z celkových šesti ve standardním modelu) hypernáboj Y je kombinací čísel kvarku u (nu), kvarku d (nd), kvarku s (ns), kvarku c (nc), kvarku t (nt) a kvarku b (nb):
{\displaystyle Y={1 \over 3}(n_{u}+n_{d}-2n_{s}+4n_{c}+4n_{t}-2n_{b}).}
V moderních popisech interakcí hadronů se začaly více používat Feynmanovy diagramy, spíše než počítání hypernáboje. Slabý hypernáboj se však z praktických důvodů používá v teoriích elektroslabé interakce.